# Cummeen
Cummeen (irisch An Coimín – auch Giants Grave genannt) ist ein kleines, zwischen 4000 und 2500 v. Chr. – während der Jungsteinzeit – errichtetes Central-Court Tomb, etwa 3,0 km westlich von Sligo, im County Sligo in Irland, dessen Hof (englisch court) entfernt wurde, dessen Galerien aber erhalten sind.
Das auf einer erhöhten Erdplattform etwa 2,0 m über dem umgebenden Feld liegende Cummeen ist ein National Monument. Die West-Ost-orientierten Galerien liegen sich im Abstand von etwa 5,0 m gegenüber. Die Westgalerie ist etwa 6,0 m lang. Die in zwei Kammern unterteilte Ostgalerie ist 4,6 m lang.
Etwa 1,3 km südwestlich liegt die Steinreihe von Barnasrahy. In deren Nähe der Tobernaveen stone.